# Merab Dvalishvili
Merab Dvalishvili (georgisch მერაბ დვალიშვილი [ˈmerab ˈdʷaliʃvili]; * 10. Januar 1991 in Tiflis, Georgien) ist ein georgisch-amerikanischer professioneller Mixed-Martial-Arts-Kämpfer. Er tritt aktuell (2025) in der Bantamgewichtsklasse der Ultimate Fighting Championship (UFC) an und ist der amtierende UFC-Bantamgewichts-Champion.

## Leben

### Hintergrund
Geboren in Tiflis, Georgien, begann Dvalishvili bereits in jungen Jahren mit dem Training in verschiedenen Kampfsportarten wie dem traditionellen georgischen Ringen (Qartuli Chidaoba), Khridoli (traditioneller Kampfkunst), Sambo und Judo zur Selbstverteidigung. Mit 21 Jahren zog er in die Vereinigten Staaten, um eine professionelle MMA-Karriere zu verfolgen. Dort trainierte er unter Ray Longo und Matt Serra.
Dvalishvili lebt und trainiert in Long Island, New York, und ist Mitglied des Serra-Longo Fight Teams.

### Karriere im Mixed Martial Arts

#### Frühe Karriere
Dvalishvili begann seine MMA-Karriere 2014 und kämpfte unter verschiedenen Promotionen, darunter die Cage Fury Fighting Championships (CFFC) und Ring of Combat (ROC). Nach der erfolgreichen Verteidigung seines ROC-Titels wurde er von UFC-Präsident Dana White unter Vertrag genommen.

#### Ultimate Fighting Championship
Sein UFC-Debüt gab Dvalishvili am 9. Dezember 2017 gegen Frankie Saenz bei UFC Fight Night: Swanson vs. Ortega, verlor jedoch durch geteilte Entscheidung. Nach weiteren Kämpfen etablierte er sich als einer der führenden Kämpfer in der Bantamgewichtsklasse. Am 14. September 2024 besiegte er Sean OʼMalley bei UFC 306: OʼMalley vs. Dvalishvili einstimmig und sicherte sich den UFC-Bantamgewichtstitel.

### Errungenschaften
Dvalishvili ist nach Ilia Topuria der zweite Georgier, der einen UFC-Titel gewonnen hat. Mit Stand vom 11. März 2025 belegt er Platz 4 in der UFC-Pound-for-Pound-Rangliste der Männer.
Seine professionelle MMA-Bilanz umfasst 19 Siege und 4 Niederlagen, wobei die Mehrheit seiner Siege durch Entscheidung errungen wurde.